# Playa de Playamar
La playa de Playamar, también llamada playa de El Retiro, es una playa de Torremolinos, en la Costa del Sol de la provincia de Málaga, Andalucía, España en el barrio del mismo nombre. Se trata de una playa urbana de arena oscura y oleaje moderado, situada en el norte de la ciudad, entre la playa de El Bajondillo, al sur, y la playa de Los Álamos, al norte. Tiene una longitud de aproximadamente un kilómetro y unos 50 metros de anchura media. Es una playa muy frecuentada y con toda clase de servicios.